# Associazione Calcio Novara 1978-1979
Questa voce raccoglie le informazioni riguardanti l'Associazione Calcio Novara nelle competizioni ufficiali della stagione 1978-1979.

## Stagione
Nella stagione 1978-1979 il Novara disputò il primo campionato di Serie C1 della sua storia.

## Divise

Il neoacquisto Paolo Viganò con la prima maglia nuares della stagione

| Casa | Trasferta |

## Organigramma societario
Area direttiva
- Presidente: Santino Tarantola
- Direttore sportivo: Giuseppe Molina
- Segretario generale: Fausto Lena

Area tecnica
- Allenatore: Bruno Bolchi
- Allenatore in 2ª: Danilo Colombo

Area sanitaria
- Medico sociale: Mario Mittino

## Rosa
| N. |                   | Ruolo | Calciatore        |
| -- | ----------------- | ----- | ----------------- |
|    | Italia (bandiera) | P     | Giancarlo Boldini |
|    | Italia (bandiera) | P     | Pietro Villa      |
|    | Italia (bandiera) | D     | Ernesto Bighiani  |
|    | Italia (bandiera) | P     | Novilio Bruschini |
|    | Italia (bandiera) | D     | Domenico Cagnin   |
|    | Italia (bandiera) | D     | Flavio Gioria     |
|    | Italia (bandiera) | D     | Stefano Serami    |
|    | Italia (bandiera) | D     | Antonio Veschetti |
|    | Italia (bandiera) | D     | Paolo Viganò      |
|    | Italia (bandiera) | D     | Alberto Vivian    |
|    | Italia (bandiera) | C     | Marzio Bertocchi  |

| N. |                   | Ruolo | Calciatore           |
| -- | ----------------- | ----- | -------------------- |
|    | Italia (bandiera) | C     | Antonio Genzano      |
|    | Italia (bandiera) | C     | Luigi Giannini       |
|    | Italia (bandiera) | C     | Giancarlo Guidetti   |
|    | Italia (bandiera) | C     | Luciano Masuero      |
|    | Italia (bandiera) | C     | Carmelo Palilla      |
|    | Italia (bandiera) | C     | Gaetano Paolillo     |
|    | Italia (bandiera) | C     | Luigi Sanseverino    |
|    | Italia (bandiera) | C     | Giuseppe Scandroglio |
|    | Italia (bandiera) | A     | Pierangelo Basili    |
|    | Italia (bandiera) | A     | Patrizio Di Stefano  |
|    | Italia (bandiera) | A     | Carlo Jacomuzzi      |

## Risultati

### Serie C1

#### Girone di andata
| Arbitro: | Faccenda (Salerno) |

|                                    |           |  |
| Gritti 12’ (rig.) Alessandrini 53’ | Marcatori |  |

| Arbitro: | Manfredini (Pavia) |

|  |           |            |
|  | Marcatori | 56’ Pillon |

| Trieste 15 ottobre 1978 3ª giornata | Triestina                 | 0 – 0 | Novara | Stadio Giuseppe Grezar\| Arbitro: \| Pezzella (Frattamaggiore) \| |
| Arbitro:                            | Pezzella (Frattamaggiore) |       |        |                                                                   |

| Biella 22 ottobre 1978 4ª giornata | Biellese             | 0 – 0 | Novara | Stadio Lamarmora\| Arbitro: \| Polacco (Conegliano) \| |
| Arbitro:                           | Polacco (Conegliano) |       |        |                                                        |

| Arbitro: | Parussini (Udine) |

|                           |           |  |
| Genzano 46’ Jacomuzzi 82’ | Marcatori |  |

| Arbitro: | Cherri (Macerata) |

|  |           |               |
|  | Marcatori | 58’ Jacomuzzi |

| Arbitro: | Mondoni (Milano) |

|                   |           |              |
| Vivian 68’ (rig.) | Marcatori | 64’ Pandolfi |

| Arbitro: | Tubertini (Bologna) |

|            |           |  |
| Basili 61’ | Marcatori |  |

| Arbitro: | Rufo (Roma) |

|                |           |            |
| G.B. Motta 72’ | Marcatori | 62’ Basili |

| Arbitro: | Baldi (Roma) |

|               |           |  |
| Jacomuzzi 52’ | Marcatori |  |

| Arbitro: | Pirandola (Lecce) |

|                   |           |            |
| Marlia 67’ (rig.) | Marcatori | 86’ Basili |

| Arbitro: | Bianciardi (Siena) |

|             |           |  |
| Genzano 30’ | Marcatori |  |

| Arbitro: | L. Esposito (Torre del Greco) |

|              |           |  |
| Guidetti 72’ | Marcatori |  |

| Arbitro: | Leni (Perugia) |

|                      |           |                 |
| Prunecchi 18’ (rig.) | Marcatori | 76’ Scandroglio |

| Arbitro: | Rufo (Roma) |

|              |           |            |
| Guidetti 15’ | Marcatori | 13’ Frutti |

| Arbitro: | Corigliano (Crotone) |

|                           |           |                                |
| Colusso 28’ Innocente 75’ | Marcatori | 85’ (aut.) Fiore 90’ Bruschini |

| Arbitro: | Vallesi (Pisa) |

|                 |           |  |
| Scandroglio 60’ | Marcatori |  |

#### Girone di ritorno
| Arbitro: | Colasanti (Roma) |

|                   |           |                               |
| Gritti 51’ (aut.) | Marcatori | 55’ Crepaldi 70’ Alessandrini |

| Padova 11 febbraio 1979 19ª giornata | Padova           | 0 – 0 | Novara | Stadio Silvio Appiani\| Arbitro: \| Altobelli (Roma) \| |
| Arbitro:                             | Altobelli (Roma) |       |        |                                                         |

| Arbitro: | Baldi (Roma) |

|                 |           |  |
| Sanseverino 87’ | Marcatori |  |

| Arbitro: | Pezzella (Frattamaggiore) |

|            |           |                  |
| Basili 53’ | Marcatori | 51’ Lamia Caputo |

| Arbitro: | Savalli (Trapani) |

|                           |           |  |
| Nicoletti 41’ Mancini 87’ | Marcatori |  |

| Arbitro: | Pirandola (Lecce) |

|                               |           |  |
| Masuero 45’ Guidetti 72’, 78’ | Marcatori |  |

| Alessandria 25 marzo 1979 24ª giornata | Alessandria        | 0 – 0 | Novara | Stadio Giuseppe Moccagatta\| Arbitro: \| Lombardo (Marsala) \| |
| Arbitro:                               | Lombardo (Marsala) |       |        |                                                                |

| Arbitro: | Giaffreda (Roma) |

|              |           |                    |
| Galluzzo 45’ | Marcatori | 21’ (rig.) Genzano |

| Arbitro: | Armienti (Bologna) |

|                                        |           |  |
| Genzano 5’, 51’ (rig.) Sanseverino 11’ | Marcatori |  |

| Trento 22 aprile 1979 27ª giornata | Trento                    | 0 – 0 | Novara | Stadio Briamasco\| Arbitro: \| Madonna (Torre del Greco) \| |
| Arbitro:                           | Madonna (Torre del Greco) |       |        |                                                             |

| Arbitro: | Angelelli (Terni) |

|            |           |              |
| Basili 31’ | Marcatori | 60’ Sperotto |

| Arbitro: | Sala (Lecco) |

|                            |           |  |
| Bonci 2’ (rig.) Scarpa 52’ | Marcatori |  |

| Arbitro: | Faccenda (Salerno) |

|  |           |                          |
|  | Marcatori | 50’ Jacomuzzi 83’ Basili |

| Arbitro: | Basile (Siracusa) |

|                              |           |                       |
| Basili 9’ Genzano 77’ (rig.) | Marcatori | 71’ (rig.) Vernacchia |

| Arbitro: | Castaldi (Vasto) |

|                   |           |  |
| Cappotti 27’, 59’ | Marcatori |  |

| Arbitro: | Vallesi (Pisa) |

|            |           |                 |
| Basili 65’ | Marcatori | 85’ (rig.) Soro |

| Forlì 9 giugno 1979 34ª giornata | Forlì             | 0 – 0 | Novara | Stadio Tullo Morgagni\| Arbitro: \| Angelelli (Terni) \| |
| Arbitro:                         | Angelelli (Terni) |       |        |                                                          |

### Coppa Italia Semiprofessionisti

#### Fase eliminatoria a gironi
| Casale Monferrato 27 agosto 1978            | Juniorcasale | 0 – 1     | Novara | Stadio Natale Palli |
| \| \| \| \| \| \| Marcatori \| 1’ Basili \| |              |           |        |                     |
|                                             |              |           |        |                     |
|                                             | Marcatori    | 1’ Basili |        |                     |

| Arbitro: | Scevola (Milano) |

|            |           |  |
| Basili 61’ | Marcatori |  |

| Arbitro: | Vallesi (Pisa) |

|            |           |  |
| Basili 90’ | Marcatori |  |

| Arbitro: | Mele (Bergamo) |

|  |           |                 |
|  | Marcatori | 66’ Sanseverino |

#### Fase finale
| Arbitro: | Galbiati (Monza) |

|                  |           |                                |
| Sadocco 20’, 62’ | Marcatori | 51’ Scandroglio 85’ Di Stefano |

| Arbitro: | Pampana (Pisa) |

|  |           |                                |
|  | Marcatori | 63’ Lamia Caputo 83’ Schillirò |

## Statistiche

### Statistiche di squadra
| Competizione         | Punti   | In casa | In casa | In casa | In casa | In casa | In casa | In trasferta | In trasferta | In trasferta | In trasferta | In trasferta | In trasferta | Totale | Totale | Totale | Totale | Totale | Totale | DR  |
| Competizione         | Punti   | G       | V       | N       | P       | Gf      | Gs      | G            | V            | N            | P            | Gf           | Gs           | G      | V      | N      | P      | Gf     | Gs     | DR  |
| -------------------- | ------- | ------- | ------- | ------- | ------- | ------- | ------- | ------------ | ------------ | ------------ | ------------ | ------------ | ------------ | ------ | ------ | ------ | ------ | ------ | ------ | --- |
| Serie C1             | 34 (-6) | 17      | 10      | 5       | 2       | 22      | 9       | 17           | 2            | 11           | 4            | 9            | 14           | 34     | 12     | 16     | 6      | 31     | 23     | +8  |
| Coppa Italia Semipro |         | 3       | 2       | 0       | 1       | 2       | 2       | 3            | 2            | 1            | 0            | 4            | 2            | 6      | 4      | 1      | 1      | 6      | 4      | +2  |
| Totale               | -       | 20      | 12      | 5       | 3       | 24      | 11      | 20           | 4            | 12           | 4            | 13           | 16           | 40     | 16     | 17     | 7      | 37     | 27     | +10 |

### Statistiche dei giocatori[1][3]
| Giocatore      | Serie C1 | Serie C1 | Coppa Italia Semipro | Coppa Italia Semipro | Totale   | Totale |
| Giocatore      | Presenze | Reti     | Presenze             | Reti                 | Presenze | Reti   |
| -------------- | -------- | -------- | -------------------- | -------------------- | -------- | ------ |
| P. Basili      | 31       | 8        | 3+                   | 3                    | 34+      | 11     |
| M. Bertocchi   | 3        | 0        | ?                    | 0                    | 3+       | 0      |
| E. Bighiani    | 2        | 0        | ?                    | 0                    | 2+       | 0      |
| G. Boldini     | 32       | -22      | ?                    | ?                    | 32+      | -22+   |
| N. Bruschini   | 34       | 1        | ?                    | 0                    | 34+      | 1      |
| D. Cagnin      | 2        | 0        | ?                    | 0                    | 2+       | 0      |
| P. Di Stefano  | 7        | 0        | 1+                   | 1                    | 8+       | 1      |
| A. Genzano     | 34       | 6        | ?                    | 0                    | 34+      | 6      |
| L. Giannini    | 7        | 0        | ?                    | 0                    | 7+       | 0      |
| F. Gioria      | 27       | 0        | ?                    | 0                    | 27+      | 0      |
| G. Guidetti    | 33       | 4        | ?                    | 0                    | 33+      | 4      |
| C. Jacomuzzi   | 30       | 4        | ?                    | 0                    | 30+      | 4      |
| L. Masuero     | 4        | 1        | ?                    | 0                    | 4+       | 1      |
| C. Palilla     | 9        | 0        | ?                    | 0                    | 9+       | 0      |
| G. Paolillo    | 1        | 0        | ?                    | 0                    | 1+       | 0      |
| L. Sanseverino | 24       | 2        | 1+                   | 1                    | 25+      | 3      |
| G. Scandroglio | 27       | 2        | 1+                   | 1                    | 28+      | 3      |
| S. Serami      | 21       | 0        | ?                    | 0                    | 21+      | 0      |
| A. Veschetti   | 29       | 0        | ?                    | 0                    | 29+      | 0      |
| P. Viganò      | 31       | 0        | ?                    | 0                    | 31+      | 0      |
| P. Villa       | 3        | -1       | ?                    | ?                    | 3+       | -1+    |
| A. Vivian      | 12       | 1        | ?                    | 0                    | 12+      | 1      |